# 高圓圓
高 圓圓（カオ・ユアンユアン、カオ・ユエンユエン、簡体字：高 圆圆、1979年10月5日 - ）は、中国の女優、ファッションモデルである。

## 来歴
北京市生まれ。10代から広告モデルをしていたが、中国工運学院という芸能とは無関係の学校に進学した。俳優養成学校の出身者が圧倒的に多い中国の芸能界においては比較的珍しい例である。
清純なイメージで、初期はクラスのマドンナ的な役が多かったものの、どちらかといえば端役であった。むしろCMでの活動が目立ち、一般に知られるようになったのは清嘴という菓子のCMの影響が大きい。初主演映画は王小帥監督の『青紅（原題）』で、この映画が第58回カンヌ国際映画祭で審査員賞を受賞したことをきっかけに映画の仕事が増え、ジャッキー・チェン主演の『プロジェクトBB』ではヒロイン役を務めるなど、人気女優の地位を確立した。韓中合作の『きみに微笑む雨』では英語の台詞もこなしている。
近年はOLAY、パンテーン、ロンシャンなど世界的人気ブランドの専属モデルとしても活躍する。また、『コスモポリタン』、『フィガロ』、『ELLE』、『マリ・クレール』などのファッション雑誌の表紙モデルを飾ることも多く、中国女性のファッションリーダーとしても注目されている。2013年秋、30過ぎの独身女性「剩女」を演じたTVドラマ『咱們結婚吧（原題）』が大ヒットし、「国民の女神」の称号を与えられ、その人気を不動のものとする。
2014年6月5日、台湾の男優マーク・チャオと結婚した。2019年5月に第一子となる女児を出産。

### 日本関連
中国国内の日本企業CMに多数起用されており、トヨタ自動車、ユニクロ、キリンビバレッジ、ロッテが中国CMに起用。2015年4月にパナソニックチャイナがブランドアンバサダーとして専属契約を結んでいる。
2016年8月、サンスターのTVコマーシャル、 G・U・M（ガム）「デンタルリンスナイトケア」篇に出演し、初めて日本のテレビCMに登場した。

## 出演作品

### 映画
- スパイシー・ラブスープ（中国語版）（愛情麻辣湯)（1997年）
- 北京の自転車（中国語版）（17岁的单车）（2001年）
- （决战芝加哥）（2001年）
- 恋する地下鉄（中国語版）（开往春天的地铁）（2002年）※第5回彩の国さいたま中国映画祭で上映
- （青红）（2005年）
- プロジェクトBB（宝贝计划）（2006年）
- （第三个人）（2007年）
- ラブ・イン・ザ・シティ（男才女貌）（2007年）※2007東京・中国映画週間で上映
- （左右）（2008年）
- 南京!南京!（南京!南京!）（2009年）※史実を守る映画祭で上映
- きみに微笑む雨（好雨时节）（2009年）
- 愛してる、成都（中国語版）（成都我爱你）（2009年）
- （三笑之才子佳人）（2010年）
- 海洋天堂（海洋天堂）（2010年）
- （无人驾驶）（2010年）
- （爱出色）（2010年）
- （哨声嘹亮）（2010年）
- 独身の行方（中国語版）（単身男女）（2011年）※第6回大阪アジアン映画祭で『単身男女』の邦題で、2012東京／長崎・中国映画週間で『独身の行方』の邦題で上映
- 高海抜の恋（中国語版）（高海拔之恋II）（2012年）※第7回大阪アジアン映画祭で上映
- （搜索）（2012年）
- 名探偵ゴッド・アイ（盲探）（2013年）
- 独身の行方2（中国語版）（単身男女2）（2014年）※第10回大阪アジアン映画祭で上映
- （一生一世）（2014年）
- （咱们结婚吧）（2015年）
- （君子道）（2015年・上映中止、再公開未定）
- （風林火山）（2021年）
- 最高でも、最低でもない俺のグッドライフ（走走停停）（2024年）※2024東京・中国映画週間で上映

### テレビドラマ
- （找不着北）（1998年）
- （实习生的故事）（1998年）
- （准点出击）（2000年）
- （护国良相狄仁杰之风摧边关）（2002年）
- （你在微笑我却哭了）（2003年）
- （倚天屠龍記）（2003年）
- （爱与梦飞翔）（2004年）
- （烟花三月）（2004年)
- （海的誓言）（2004年）
- （神医侠侣）（2004年）
- 天下第一（2005年）
- （秦王李世民）（2005年）
- （爱无悔）（2007年）
- 大秦帝国（2009年）
- 天龍八部〈新版〉（2013年）
- （咱们结婚吧）（2013年）※全国ネットの中央テレビ局第1チャンネル、湖南衛星テレビにて年間視聴率第1位を獲得。

### CM
- Olay（化粧品）
- Audi（自動車）
- Acuvue（カラコン）
- Fiyta（時計）
- Chaumet（ジュエリー）
- TOYOTA（自動車）
- Longchamp（バッグ）
- パンテーン（シャンプー）
- ONDUL（靴）
- キリンビバレッジ（午後の紅茶）
- ジレット（カミソリ）
- ユニクロ（ヒートテック）
- ロッテ（免税店）※韓国の男性アイドルグループ「スーパージュニア」と共演。
- サンスター（G・U・M「デンタルリンスナイトケア」篇）※2016年。初めての日本国内放送用CM